# Wisconsin Badgers
Wisconsin Badgers är en idrottsförening tillhörande University of Wisconsin-Madison och har som uppgift att ansvara för universitetets idrottsutövning.

## Idrotter
Badgers deltager i följande idrotter:
| Herrar - Amerikansk fotboll - Basket - Brottning - Cross Country - Fotboll - Friidrott - Golf - Ishockey - Rodd - Simning - Simhopp - Tennis | Damer - Basket - Cross Country - Fotboll - Friidrott - Golf - Ishockey - Lättviktsrodd - Rodd - Simning - Simhopp - Softboll - Tennis - Volleyboll |

### Amerikansk fotboll
Laget har varit ett av de mest framgångsrika i Big Ten sedan början av 1990-talet då Barry Alvarez anställdes som tränare. Under hans ledning vann Badgers tre Big Ten Championships och tre Rose Bowls.

## Idrottsutövare

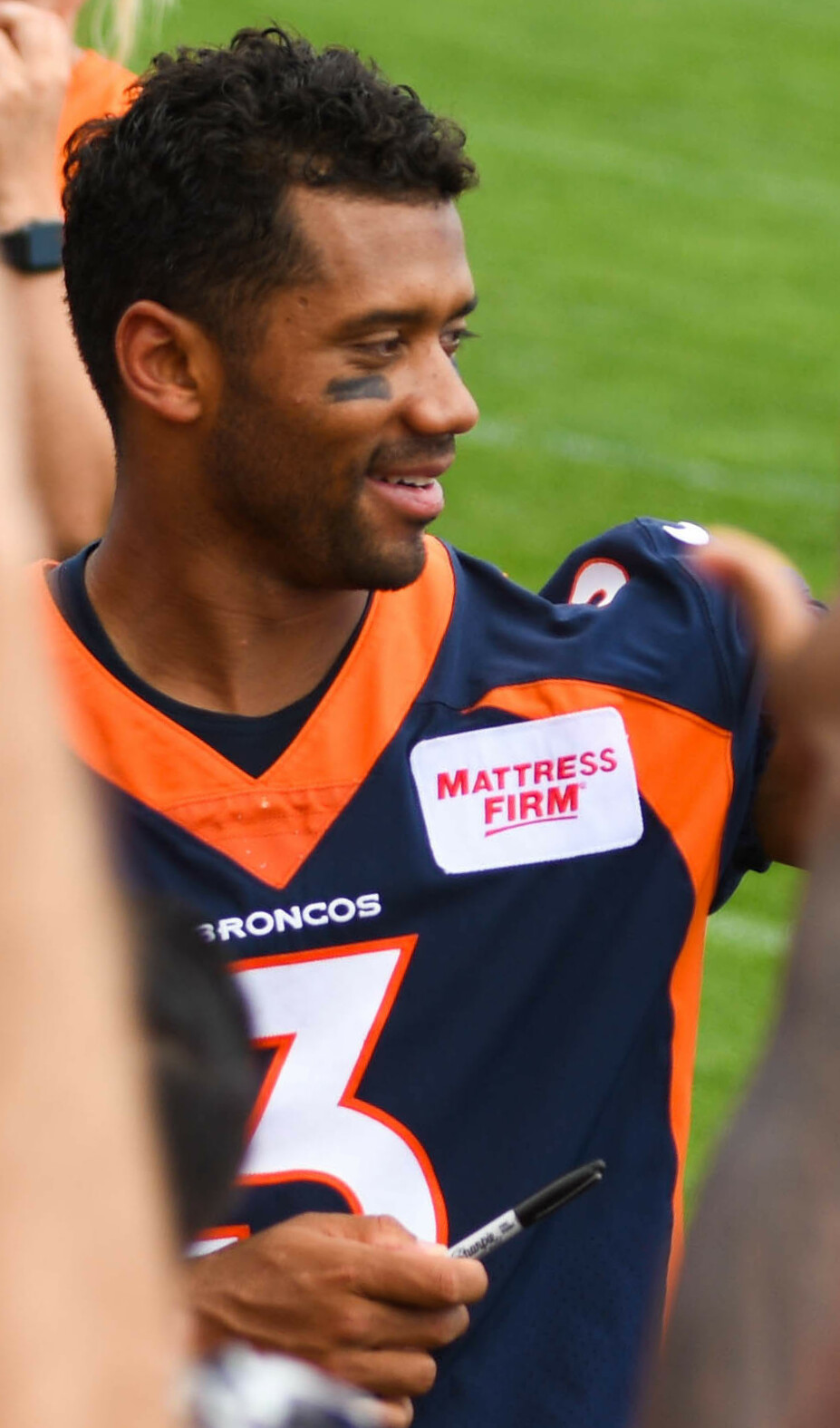
Russell Wilson.

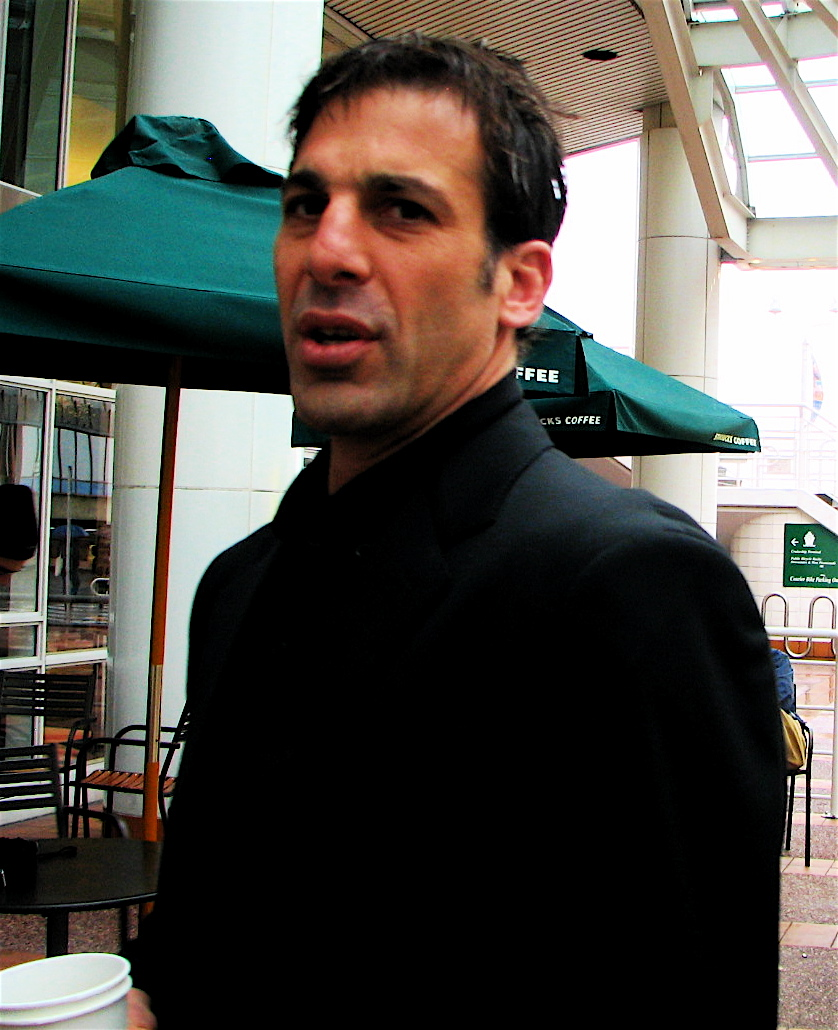
Chris Chelios.

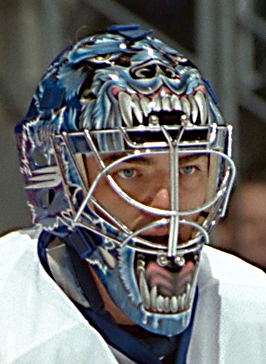
Curtis Joseph.

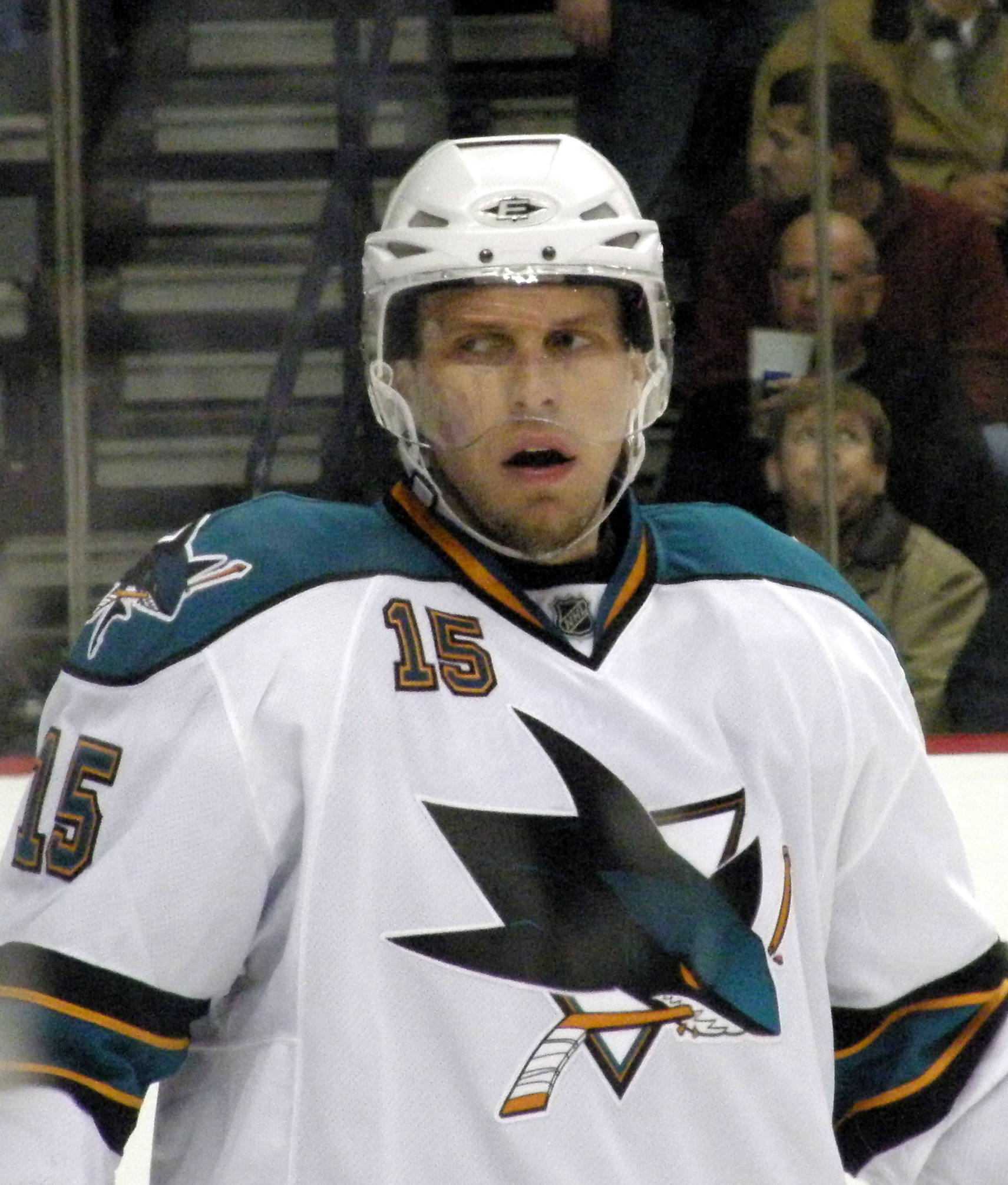
Dany Heatley.

| Amerikansk fotboll - Montee Ball - J.J. Watt - Russell Wilson Basket - Johnny Davis - Nigel Hayes-Davis - Frank Kaminsky - Micah Potter - Mike Wilkinson Fotboll - Rose Lavelle Friidrott - Frederick Schule - Matthew Tegenkamp Ishockey - Adam Burish - John Byce - Jim Carey - Cole Caufield - Chris Chelios - Brianna Decker - Jake Dowell - Bruce Driver - Meghan Duggan - Robbie Earl - Ty Emberson - Brian Elliott - Molly Engstrom - Trent Frederic - Jake Gardiner - Tom Gilbert - Cody Goloubef - Don Granato - Tony Granato - Dany Heatley - Sean Hill - Dylan Holloway | - Cameron Hughes - Curtis Joseph - Wyatt Kalynuk - Nic Kerdiles - Kyle Klubertanz - Hilary Knight - Luke Kunin - Joseph Labate - Erika Lawler - Jamie McBain - Jake McCabe - Ryan McDonagh - Carla MacLeod - Scott Mellanby - Michael Mersch - Meaghan Mikkelson - K'Andre Miller - Joe Pavelski - Joe Piskula - Brian Rafalski - John Ramage - Paul Ranheim - Steven Reinprecht - Mike Richter - Justin Schultz - Jack Skille - Brendan Smith - Craig Smith - Derek Stepan - Ben Street - Gary Suter - Ryan Suter - Alex Turcotte - Kyle Turris - Jessie Vetter - Kerry Weiland - Brad Winchester - Brendan Woods - Jinelle Zaugg-Siergiej |